# Horace Porter
Horace Porter, né le 15 avril 1837 et mort le 29 mai 1921, est un militaire et diplomate américain. Il est lieutenant colonel, officier d'ordonnance et officier d'état-major dans l’Union Army pendant la guerre de Sécession.
En effet durant sa carrière militaire, il participa à la civil war et s'illustra durant la bataille de Chickamauga en 1863, puis devient aide-de-camp du général Ulysses Grant, qu'il accompagnera jusqu'à la fin de la guerre.
Secrétaire personnel du président Ulysses S. Grant et du général William T. Sherman, vice-président de la Pullman Palace Car Company, il est ambassadeur des États-Unis en France de 1897 à 1905. En 1866, il reçoit un brevet de brigadier général de la United States Army.

## Avant la guerre
Horace Porter est diplômé de l'académie militaire de West Point en 1860,.

## Guerre de Sécession

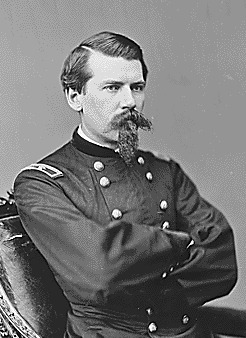
Photographie de Mathew Brady représentant le brigadier-général Horace Porter durant la guerre de sécession

Horace Porter obtint au début de la guerre le grade de capitaine des forces fédérales, puis de lieutenant-colonel, colonel et enfin brigadier-général.
En 1863, il participa brillamment à la bataille de Chickamauga ce qui lui amènera beaucoup plus tard à recevoir la "Medal of Honor". En effet, durant cette bataille, lorsque la ligne de défense fut brisée par les sudistes, il a agi de façon volontaire en ralliant assez de fuyards pour maintenir le contrôle assez longtemps sur le terrain qui avait été attaqué pour sauver les wagons et batteries qui purent grâce à lui, s'échapper.
Après quelques années de guerre, en 1864, il devient aide-de-camp du lieutenant-général Ulysses S. Grant. Il accompagna d'abord Grant lors de l'Overland Campaign (batailles de Cold Harbor, de la Wilderness), ainsi que durant le siège de Petersburg. Il participa ensuite à la campagne d'Appomattox en Virginie toujours en tant qu'aide-de-camp de Grant et fut présent lors de la reddition de Lee à la maison McLean le 9 avril 1865.

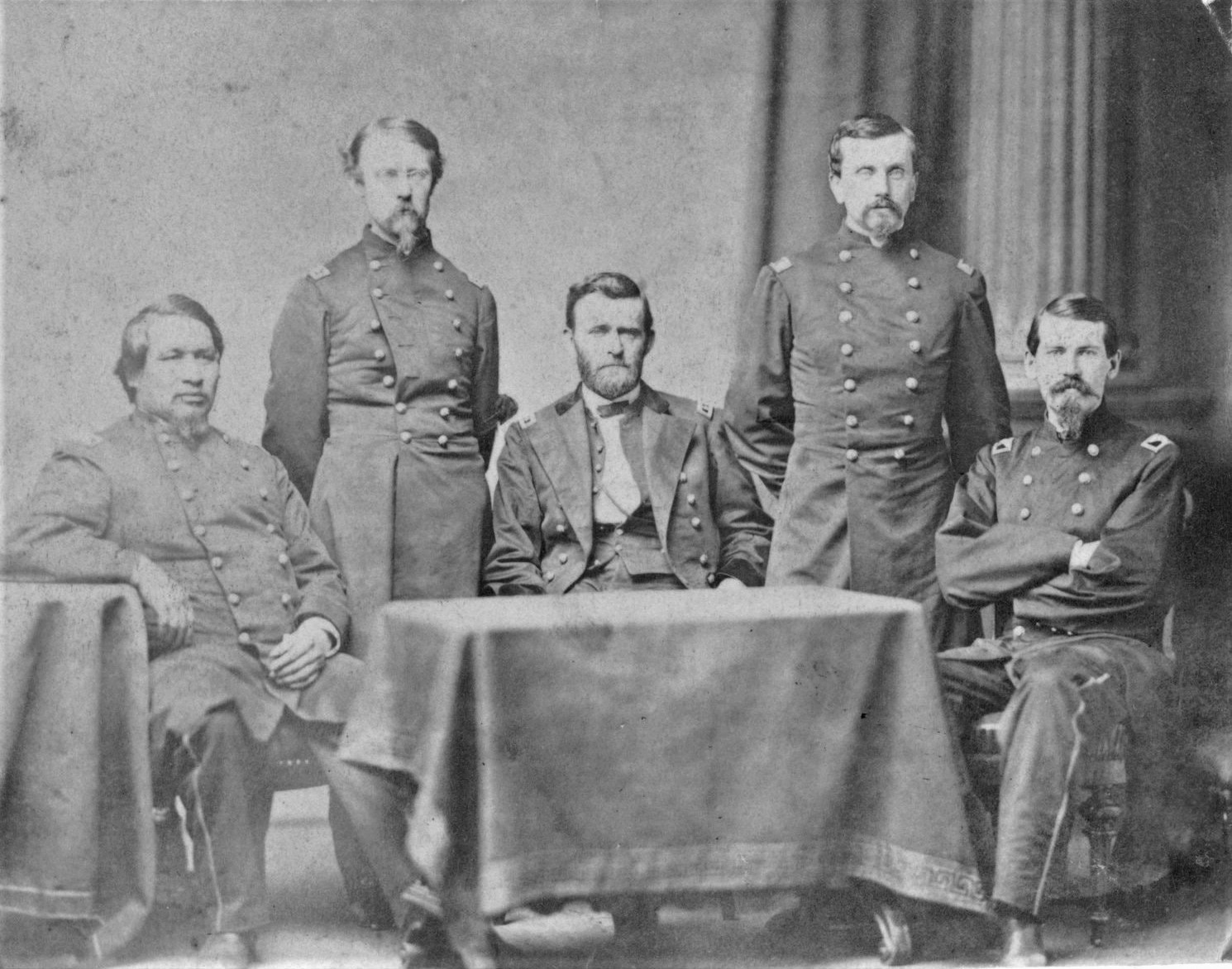
Le lieutenant-général Ulysses S. Grant accompagné de ses officiers d'état-major notamment Horace Porter (tout à droite)

Au cours de la guerre, Porter a beaucoup gagné en expérience aux côtés de Grant et de son état-major et a d'ailleurs noté méthodiquement ses observations concernant les campagnes militaires et s'en est largement servi pour ses mémoires, écrites en 1897.

## Après la guerre

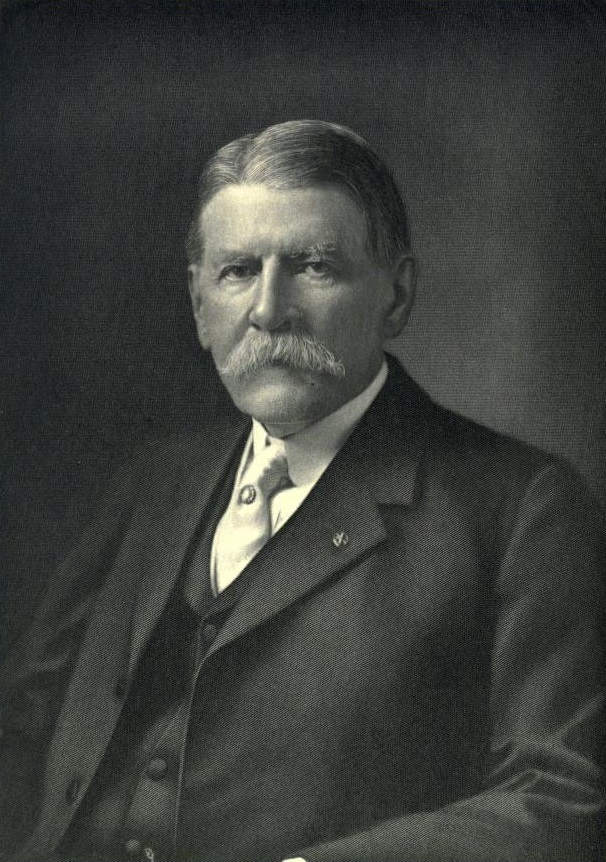
Horace Porter en 1918

En 1897, des années après la guerre, les mémoires et analyses du général Porter furent publiées dans "Campaigning with Grant" ("La Campagne (militaire) avec Grant").

Sa carrière militaire le conduisit au grade de général de brigade (ou brigadier-général) et, le 8 juillet 1902, il reçut la "Medal of Honor" pour ses services lors de la bataille de Chickamauga au nom du Président des États-Unis d'Amérique : 
"Agissant en fonction de volontaire, lorsque la ligne de défense avait été brisée, lors d'un moment décisionnel il rallia assez de fuyards pour maintenir le terrain qui avait été attaqué fortement pendant suffisamment de temps, pour que les wagons et batteries purent s'échapper."
De 1897 à 1905, il fut l'ambassadeur américain en France. En 1905, l'ambassadeur Porter redécouvrit à Paris la tombe du patriote américain, le commodore John Paul Jones (1747-1792). Un bateau de guerre américain rapatria le cercueil de Jones en Amérique, et il fut enterré dans la crypte de la chapelle "U.S. Naval Academy" (Annapolis MD).
Le 4 mars 1905, la fille de Horace Porter, Elsie Porter se maria avec Edwin Mende, le fils du Dr Mende qui avait soigné Madame Horace (Sophie) Porter. En 1927 Elsie Porter Mende écrivit un livre sur la vie de son père : "Un Soldat et Diplomate Américain - Horace Porter."
Le général H. Porter mourut le 25 mai 1921 et il est enterré au cimetière de "Old First Methodist Churchyard" à West Long Branch NJ, États-Unis d'Amérique.